# Markea formicarum
Markea formicarum är en potatisväxtart som beskrevs av Damm. Markea formicarum ingår i släktet Markea och familjen potatisväxter. Inga underarter finns listade i Catalogue of Life.